# Valsolda
Valsolda település Olaszországban, Lombardia régióban, Como megyében. Lakosainak száma 1394 fő (2023. január 1.). Valsolda Claino con Osteno, Porlezza, Alta Valle Intelvi, Val Rezzo és Lugano községekkel határos.

## Népesség
A település lakossága az elmúlt években az alábbi módon változott:
| Lakosok száma | 1553 | 1548 | 1394 |
|               | 2017 | 2018 | 2023 |